# Phek
Phek es una ciudad situada en el distrito de Phek en el estado de Nagaland (India). Su población es de 14204 habitantes (2011). 

## Demografía
Según el censo de 2011 la población de Phek era de 14204 habitantes, de los cuales 7975 eran hombres y 6229 eran mujeres. Phek tiene una tasa media de alfabetización del 89,08%, superior a la media estatal del 79,55%: la alfabetización masculina es del 93,08%, y la alfabetización femenina del 83,77%.